# 西垣脩
西垣 脩（にしがき しゅう、1919年5月19日 - 1978年8月1日）は、俳人、国文学者。

## 経歴
大阪市東区住吉町に生まれる。帝塚山学院小学校から大阪府立旧制住吉中学校（現在の大阪府立住吉高等学校）に進む。
1937年、旧制松山高等学校（現在の愛媛大学）に入学。このとき、教授の一人川本臥風の指導を受け、松山高校俳句会で活躍。1940年に松山高校を卒業して東京帝国大学文学部国文科に入学。在学中は臼田亜浪に学び、二五会において大野林火、中村草田男、加藤楸邨らと句作に励んだ。1942年、大学を繰上卒業して出征するも、病気入院中に所属部隊がサイパンで玉砕し、九死に一生を得る。
復員後、帝塚山学院女学部教諭、東京都立武蔵丘高等学校教諭を経て、1954年に明治大学助教授。1956年、「風」に同人参加。1957年、俳句雑誌「皿」を創刊。1960年から明治大学教授。
大阪府立旧制住吉中学校時代の恩師、伊東静雄の薫陶を受けたことから詩人としても活躍し、『一角獣』などの詩集がある。
1978年に心筋梗塞で59歳にて死亡。
長男の西垣通は計算機科学者、東京経済大学コミュニケーション学部教授、東京大学大学院情報学環名誉教授。